# Kenny Atkinson
Kenneth Neil Atkinson (Huntington, Nueva York, 2 de junio de 1967) es un exjugador y entrenador de baloncesto estadounidense, con nacionalidad española, que actualmente es entrenador de los Cleveland Cavaliers en la NBA. Con 1,85 metros de estatura, jugaba en la posición de base.

## Trayectoria deportiva

### Universidad
Jugó cuatro temporadas con los Spiders de la Universidad de Richmond, donde acabó en el décimo puesto histórico de anotación, al conseguir 1.549 puntos, y el cuarto en asistencias, con 464. Sus ocho triples en un partido son récord de la universidad. En su última temporada lideró a los Spiders en anotación, promediando 18,7 puntos por partido.
Fue elegido Rookie del Año de la Colonial Athletic Association en 1987, tras promediar 7,5 puntos y 4,0 asistencias por partido, e incluido en el mejor quinteto de la conferencia en 1989 y 1990.

### Profesional
Tras no ser elegido en el Draft de la NBA de 1990, comenzó su carrera profesional en ligas menores de su país, hasta que en 1992 dio el salto a España para jugar en un equipo modesto, el Real Canoe, que estaba en la antigua Segunda División, que pasó a denominarse liga EBA dos años más tarde. De ahí pasó a otro equipo de la categoría, el Vino de Toro Zamora, que ejercía como filial del equipo de la liga ACB Club Baloncesto Salamanca, con el que únicamente llegó a disputar poco más de tres minutos en un único partido.
Siguió en la liga EBA al año siguiente, en el CB Aguas de Calpe, de donde marchó a la liga italiana, al Partenope Napoli Basket, donde jugó una temporada en la que promedió 11,3 puntos y 1,2 asistencias por partido. De ahí marchó al Basketball Löwen Braunschweig alemán, y continuaría su carrera en diversas ligas europeas, sobre todo en Francia, donde jugó en hasta cinco equipos diferentes, acabando su carrera en el Hermine de Nantes Atlantique en 2004.

### Entrenador
Nada más acabar su carrera como jugador comenzó la de entrenador, primero como asistente en el Paris Basket Racing de la liga francesa durante dos años, para luego regresar a su país y ponerse a las órdenes de Mike D'Antoni como su asistente en los New York Knicks, y posteriormente de Larry Drew y Mike Budenholzer en los Atlanta Hawks. En 2015 se pone también al frente de la selección de República Dominicana.
Nada más finalizar la temporada 2015-16 de la NBA, los Brooklyn Nets anunciaron su contratación como entrenador principal.
Tras cuatro temporadas como entrenador principal de los Nets, el 7 de marzo de 2020 es cesado de su puesto.
El 16 de noviembre de 2020, firma como entrenador asistente de Tyronn Lue en Los Angeles Clippers.
Tras una temporada en Los Ángeles, el 13 de agosto de 2021, firma como técnico asistente de Steve Kerr en Golden State Warriors.
Después de un año con los Warriors, el 11 de junio de 2022, firma un contrato por cuatro temporadas con Charlotte Hornets como técnico principal, pero el 18 de junio declina la oferta y continua en los Warriors.
En junio de 2024 firma por cuatro temporadas como técnico principal de Cleveland Cavaliers. Tras un inicio de temporada espectacular, en el que enlazaron 15 triunfos consecutivos, fue nombrado entrenador del mes de octubre-noviembre y de diciembre de la conferencia Este. A finales de enero de 2025 fue nombrado entrenador de la conferencia Este para el All-Star Game. Y al término de la temporada regular le fue concedido el premio al Entrenador del Año.

## Estadísticas como entrenador
| Equipo    | Año     | P   | V   | D   | V–D% | Finalizado      | PP | VP | DP | PV–D% | Resultado                            |
| --------- | ------- | --- | --- | --- | ---- | --------------- | -- | -- | -- | ----- | ------------------------------------ |
| Brooklyn  | 2016-17 | 82  | 20  | 62  | .244 | 5.º en Atlantic | —  | —  | —  | —     | No playoffs                          |
| Brooklyn  | 2017-18 | 82  | 28  | 54  | .341 | 5.º en Atlantic | —  | —  | —  | —     | No playoffs                          |
| Brooklyn  | 2018-19 | 82  | 42  | 40  | .512 | 4.º en Atlantic | 5  | 1  | 4  | .200  | Pierde en Primera ronda              |
| Brooklyn  | 2019-20 | 62  | 28  | 34  | .452 | (despedido)     | —  | —  | —  | —     |                                      |
| Cleveland | 2024-25 | 82  | 64  | 18  | .780 | 1.º en Central  | 9  | 5  | 4  | .556  | Pierde en Semifinales de conferencia |
| Total     | Total   | 390 | 182 | 208 | .467 |                 | 14 | 6  | 8  | .429  |                                      |

## Vida personal
Kenny es estadounidense, pero posee también la nacionalidad española al estar casado con una sevillana, desde los años en los que jugó en España.